# Gambusia speciosa
Gambusia speciosa é uma espécie de peixe da família Poeciliidae.
É endémica dos Estados Unidos da América.